# 利奥讷河
46°38′58″N 6°19′02″E / 46.64952°N 6.31713°E

利奥讷河（法語：Lionne，法語發音：[ljɔn]）是瑞士的河流，位於該國西部，流經沃州，屬於奧爾布河的支流，河道全長0.6公里，發源自拉拜東南面，該河流最終注入茹湖。